# Pailacar
Pailacar o Paylacar (fl. XVI secolo) è stato un capo Purén che guidò un gruppo di 2000 guerrieri nella vittoria sugli spagnoli di Miguel Avendaño de Velasco.
Si trattava della battaglia di Purén, combattuta nel settembre del 1570.